# Sylvisorex isabellae
Sylvisorex isabellae es una especie de musaraña de la familia Soricidae.

## Distribución geográfica
Se encuentra en Camerún y Guinea Ecuatorial (Fernando Poo).

## Hábitat
Su hábitat natural son: montañas húmedas y praderas a gran altitud, subtropicales o tropicales.

## Estado de conservación
Se encuentra amenazada de extinción por la pérdida de su hábitat natural.